# David Reutimann

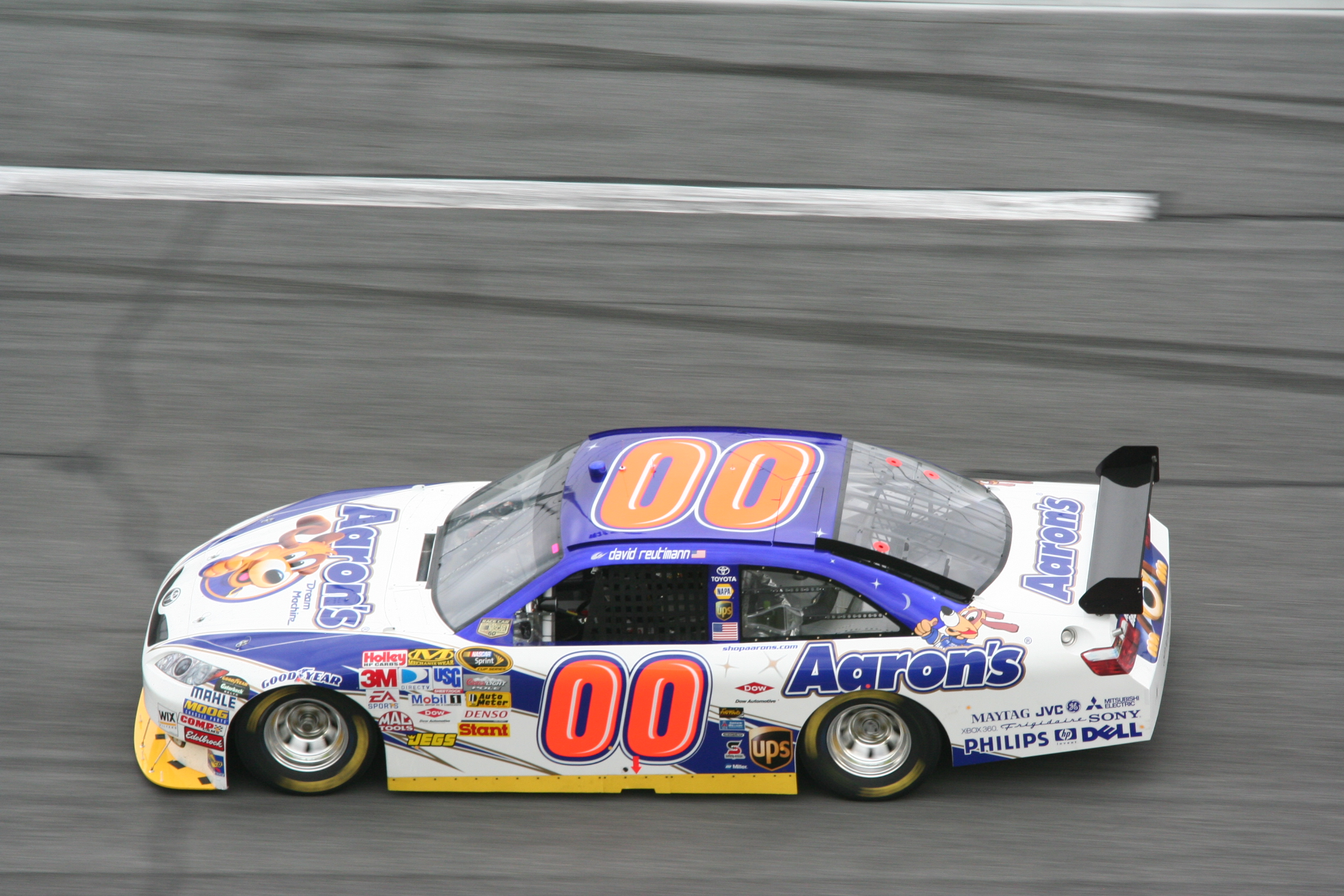
Reutimanns Toyota uit 2008

David Reutimann (Zephyrhills (Florida), 2 maart 1970) is een Amerikaans autocoureurdie actief was in de NASCAR Sprint Cup.

## Carrière
Reutimann startte zijn carrière in de NASCAR in 2002 in de Busch Series en twee jaar later maakte hij zijn debuut in de Craftsman Truck Series. Hij won in beide raceklassen tot nog toe één race. In 2005 won hij op de Nashville Superspeedway een race uit de Truck Series en in 2007 won hij een Busch-race op Memphis Motorsports Park.
In 2005 debuteerde hij in de Sprint Cup en gaat er vanaf 2007 aan de slag als vaste rijder. Hij won tot nog toe één keer toen hij in 2009 de Coca-Cola 600 won op de Charlotte Motor Speedway. In 2010 reed hij het Sprint Cup kampioenschap voor het team van Michael Waltrip, het team waar hij sinds 2007 aan de slag is. Hij won dat jaar de LifeLock.com 400 en werd achttiende in het kampioenschap.

## Resultaten in de NASCAR Sprint Cup
Sprint Cup resultaten (aantal gereden races, polepositions, gewonnen races en positie in het kampioenschap)
| Jaar | Races | Poles | Wins | Rank |
| ---- | ----- | ----- | ---- | ---- |
| 2005 | 1     | 0     | 0    | 70e  |
| 2007 | 26    | 0     | 0    | 39e  |
| 2008 | 36    | 1     | 0    | 22e  |
| 2009 | 36    | 2     | 1    | 16e  |
| 2010 | 36    | 0     | 1    | 18e  |
| 2011 | 36    | 1     | 0    | 28e  |
| 2012 | 25    | 0     | 0    | 34e  |
| 2013 | 36    | 0     | 0    | 33e  |
| 2014 | 3     | 0     | 0    | 51e  |